# Eddie Testa
Edward "Eddie" Testa (Los Angeles, 1 de desembre de 1910 - Los Angeles, 9 de desembre de 1998) fou un ciclista estatunidenc, professional des del 1933 fins al 1940. Es va especialitzar en les curses de sis dies, encara que només en va guanyar dues. Com a amateur va participar en els Jocs Olímpics de 1932.

## Palmarès
- 1934
  - 1r als Sis dies de Los Angeles (amb Lew Rush)
  - 1r als Sis dies de Vancouver (amb Cecil Yates)